# Ш
Ш, ш (cha) é uma letra do alfabeto cirílico. Está presente em todos os alfabetos cirílicos de idiomas eslavos. O som dessa letra é o fricativo pós-alveolar surdo, equivalente ao x, ch do português, sh do inglês, ch do francês, sch do alemão, ש do hebraico, ş do turco, sz do polaco,  entre outros. 